# Чагарниця в'єтнамська
Чагарни́ця в'єтнамська (Ianthocincla konkakinhensis) — вид горобцеподібних птахів родини Leiothrichidae. Мешкає у В'єтнамі і Лаосі.

## Опис
Довжина птаха становить 22 см. Верхня частина тіла пістрява, чорно-біла, лоб сірий, поцяткований чорними смужками, скроні коричневі, на хвості чорна смуга, кінець хвоста білий.

## Поширення і екологія
В'єтнамські чагарниці були вперше відкриті в 1999 році, в провінції Контум, на території національного парку Кон Ка Кінь. Пізніше вони були відкриті в іншому місці в тій же в'єтнамській провінції, та у лаоській провінції Секонг, в долині річки Ксе-Сап. В'єтнамські чагарниці живуть у вологих гірських тропічних лісах. Зустрічаються на висоті від 1200 до 1750 м над рівнем моря.

## Збереження
МСОП класифікує цей вид як вразливий. За оцінками дослідників, популяція цього рідкісного, малодослідженого виду становить від 1500 до 4000 птахів.